# Beihania montaguei
Beihania montaguei is een vlinder uit de familie spinneruilen (Erebidae). De wetenschappelijke naam is voor het eerst geldig gepubliceerd in 1980 door Wiltshire.
De soort komt voor in tropisch Afrika.